# Josif Pančić
Josif Pančić (în sârbă Јосиф Панчић; n. 5/17 aprilie 1814, Ugrini⁠(d), Istria, Croația – d. 25 februarie/8 martie 1888, Belgrad, Regatul Serbiei) a fost un botanist sârb, doctor în medicină, lector la Marea Școală, viitoarea Universitate din Belgrad și primul președinte al Academiei Regale Sârbe. El a documentat pe larg flora Serbiei și a clasificat multe specii de plante care nu erau cunoscute comunității botanice în acea perioadă. Pančić este considerat descoperitorul molidului sârbesc (Picea omorika). De asemenea, este considerat părintele botanicii sârbe.

## Viață

### Viață timpurie și studii

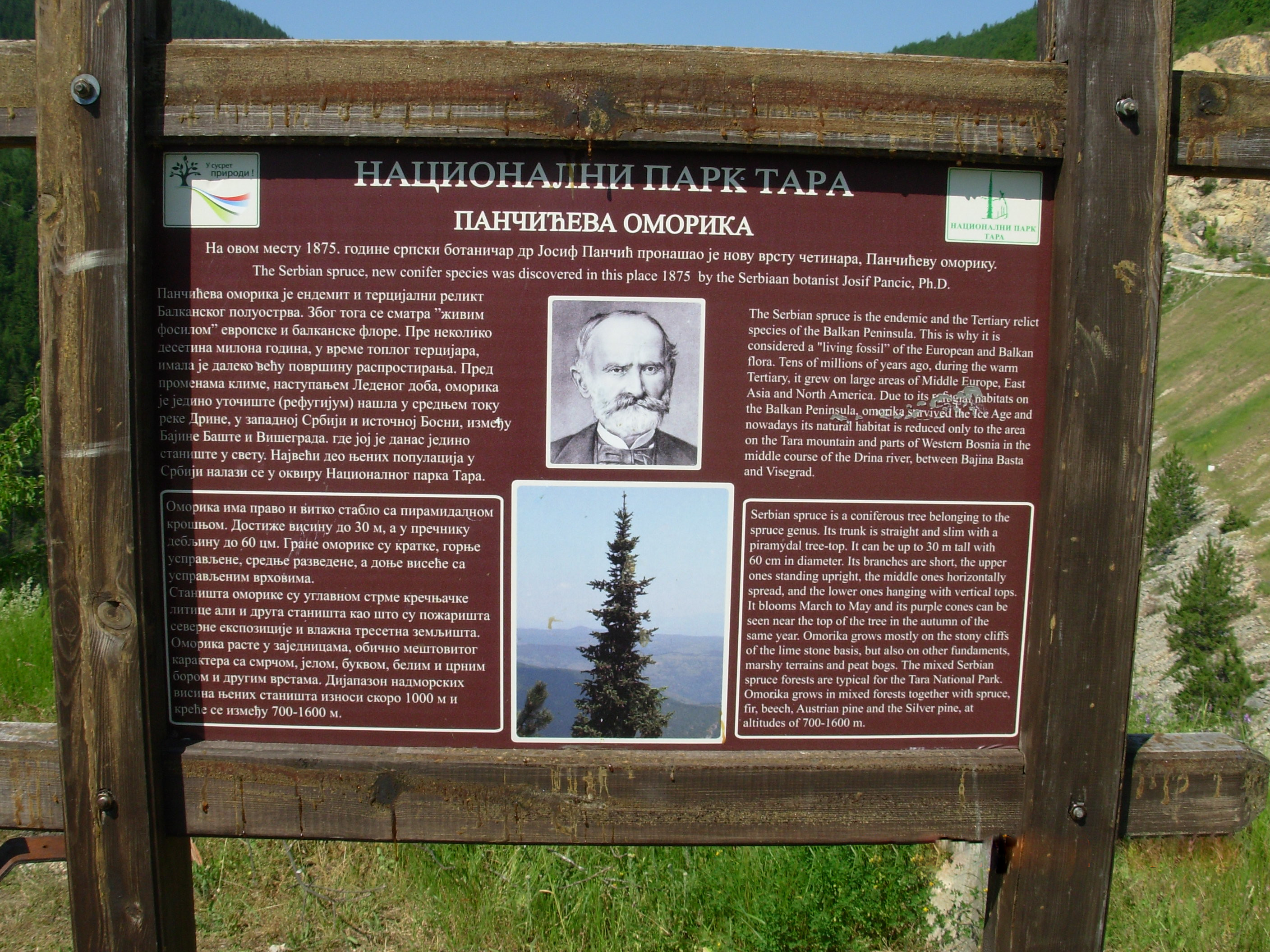
Tablou informativ despre Pancic și despre molidul sârbesc la locul unde a fost descoperit.

Pančić s-a născut la Ugrini, în apropiere de Crikvenica, în acea vreme în Imperiul Austriac (acum în Croația), ca al patrulea fiu al lui Pavel Pančić și al Margaritei. Potrivit tradiției, familia Pančić a venit din Herțegovina și s-a stabilit în Ugrini. După ce a terminat școala elementară la Gospić, a continuat cu liceul la Rijeka, apoi a început cursurile la Regia Academica Scientiarum din Zagreb (în 1830). A absolvit medicina în 1842 la Budapesta. Pe lângă alte cursuri, Pančić a participat la cursuri de botanică, predate de atunci renumitul profesor de botanică, Joseph Sadler (Sadler József).

### Muncă

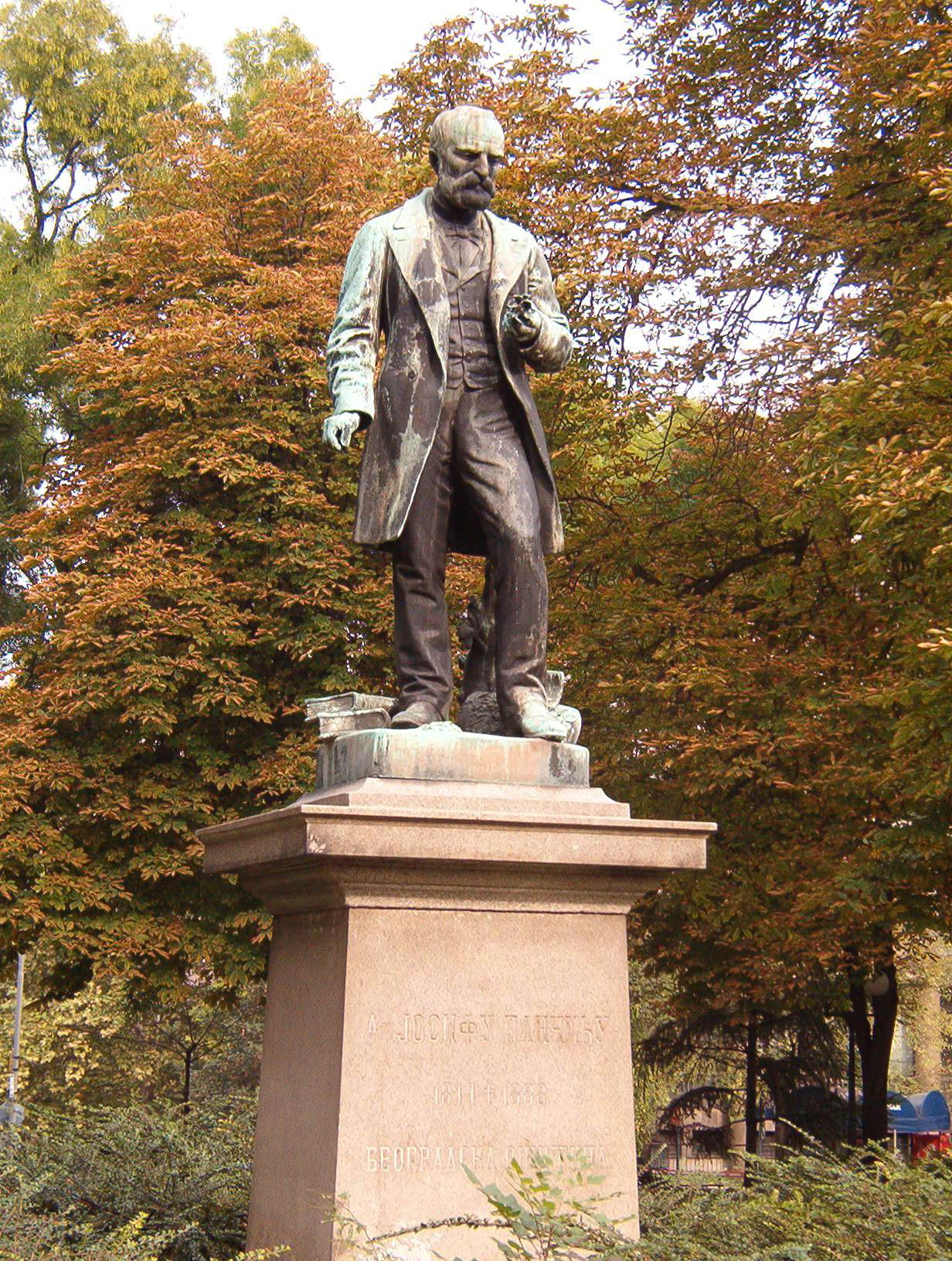
Josif Pancic, monument în Parcul Academiei din Piața Studenților din Belgrad

El a făcut cunoștință cu lingvistul sârb Vuk Stefanović Karadžić la Viena. Acesta i-a scris o scrisoare de recomandare autorităților sârbe pentru a-i îndeplini dorința de a se stabili în Principatul Serbiei și de a studia natura. În mai 1846 a ajuns în Serbia și a lucrat ca medic în Serbia rurală. În 1853 s-a mutat de la Kragujevac la Belgrad deoarece a fost numit unul dintre cei șase profesori (alături de Konstantin Branković, Jovan Sterija Popović, Đura Daničić, Matija Ban și Dimitrije Nešić) de la Liceul din Belgrad al Principatului Serbiei. În 1853 a introdus mineralogia împreună cu geologia la liceu.

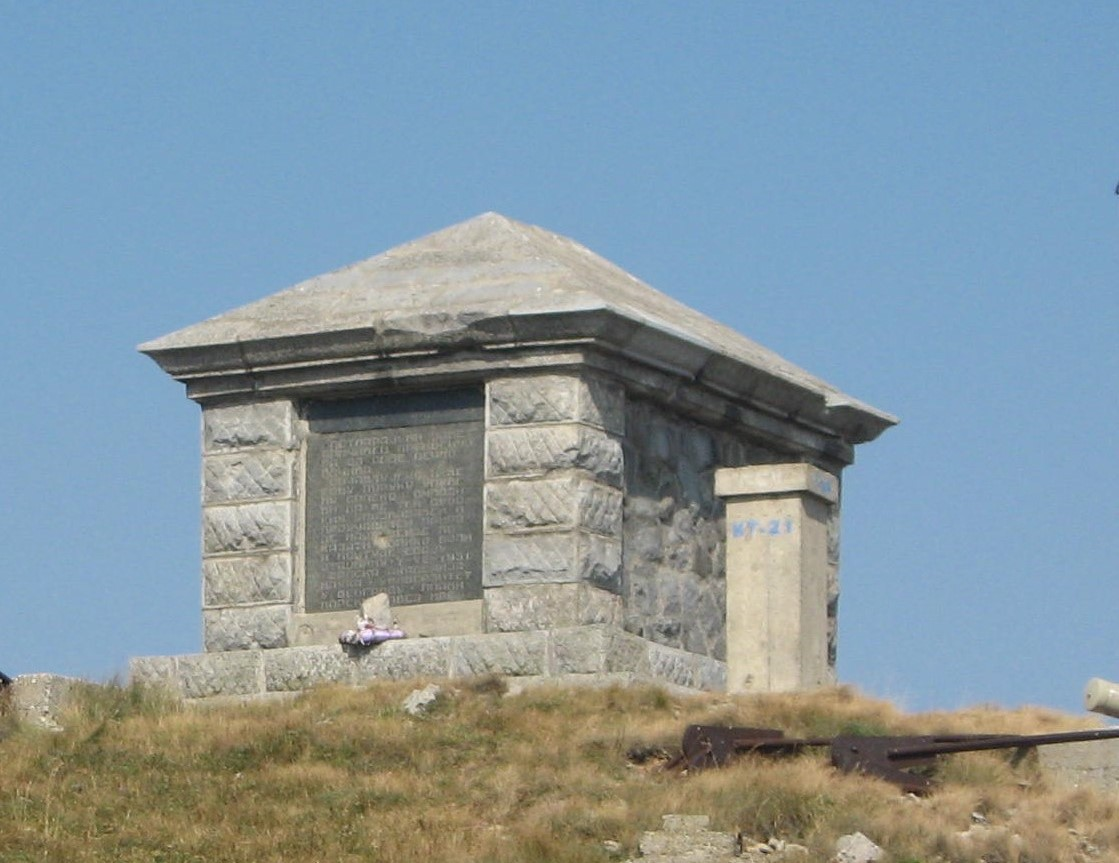
Mausoleul lui Josif Pančić pe Vârful Pančić

El a documentat pe larg flora Serbiei și a clasificat multe specii de plante care nu erau cunoscute comunității botanice în acea vreme. Pančić a descoperit în total de 47 de specii noi. Realizarea încununării studiilor sale floristice este Flora Principatului Serbiei (în sârbă Flora Kneževine Srbije) volum publicat în 1874, în timp ce suplimentul său a apărut zece ani mai târziu. Explorările sale au marcat epoca de aur a botanicii Serbiei.  
Cea mai semnificativă descoperire a sa a fost molidul sârb, pe care l-a descoperit în apropiere de Zaovine pe Muntele Tara în 1875. El a adus botanica sârbă în rândul științelor europene. El a constatat că flora Serbiei este bogată și demnă de studii suplimentare. 
În timpul războiului sârbo-otoman (1876–78), a fost medicul șef al spitalului din Belgrad. 
Se spune că s-a „îndrăgostit” de muntele Kopaonik, pe care l-a vizitat de 16 ori între 1851 și 1886.
Pančić a fost primul președinte al Academiei Regale Sârbe formată la 5 aprilie 1887. A cerut deschiderea grădinii botanice „Jevremovac” din Belgrad.
Pančić a murit la 25 februarie 1888, la Belgrad, la serviciu. Un mausoleu al lui Josif Pančić a fost ridicat pe Kopaonik în 1951 de către Academie, Universitatea din Belgrad și sindicatul Drumețiilor.

## Moștenire

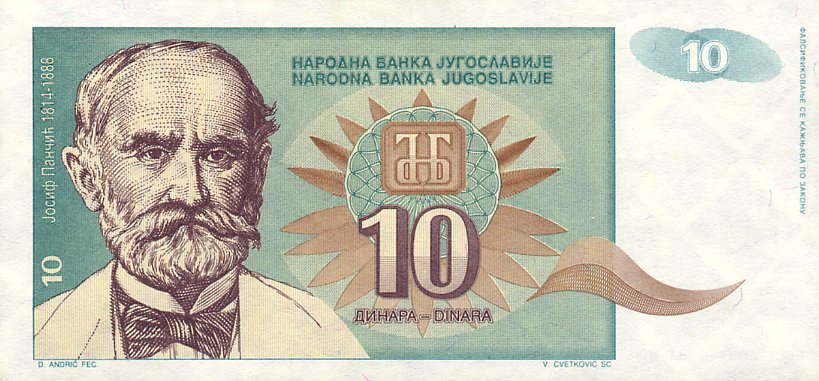
Portretul lui Pančić pe bancnota de 10 dinari din Iugoslavia, 1994

O societate de cercetare a fost numită după el (Biološko istraživačko društvo „Josif Pančić”). El a fost înfățișat pe bancnota de 10 dinari tipărită în 1994. El este inclus în lista celor mai renumiți 100 de sârbi. În anul 1951 punctul cel mai înalt din zona montană Kopaonik a fost redenumit din Vârful Milan în Vârful Pančić.
Josif Pančić a fost inclus pe locul 34 în lista și cartea din 1993 a celor mai renumiți 100 de sârbi (în sârbă 100 најзнаменитијих Срба). Cartea cu cele 100 de biografii a fost redactată de membri ai Academiei Sârbe de Științe și Arte și anume Sava Vuković, Pavle Ivić, Dragoslav Srejović, Dejan Medaković, Dragomir Vitorović, Zvonimir Kostić, Vasilije Krestić, Miroslav Pantić și Danica Petrović.
Pe 17 aprilie 2010 Google i-a sărbătorit ziua de naștere cu un Google Doodle.

## Premii
- Ordinul Sf. Sava
- Ordinul Crucea Takovo
- Ordinul Crucii Roșii

## Lucrări selectate
- Die Flora der Serpentinberge in Mittel-Serbien (1859)
- Pisces Serbiae (1860)
- Zur Moosflora des nordöstlichen Banates (1861)
- Arena mobilis in Serbia eiusque flora (1863)
- Flora agri Belgradensis methodo analytica digesta – "Flora u okolini Beogradskoj po analitičnom metodu" (1865)
- Šumsko drveće i šiblje u Srbiji (1871)
- Flora Principatus Serbiae – "Flora knez̆evine Srbije ili vaskularne biljke, koje y Srbije divlie rastu" (1874)
- Eine neue conifere in den östlichen Alpen (1876)
- Flora u okolini Beogradskoj po analitičnoj sistemi (1878)
- Elementa ad floram principatus, Bulgariae (1883)
- Nova graca za flora knez︠h︡evine Bugarske (1886)
- Collected works in 11 volume[23]

## Vezi și
- Listă de botaniști